# Alleman (Iowa)
Alleman è una città degli Stati Uniti, situato nella Contea di Polk, nello Stato dell'Iowa e un sobborgo di Des Moines.

## Geografia fisica
Le coordinate geografiche della città sono: 41°49′08″N 93°36′40″W (41.818968 -93.611051). Alleman ha una superficie di 6,4 km². Le città limitrofe sono: Ankeny, Cambridge, Elkhart, Huxley, Polk City, Sheldahl e Slater. Alleman è situata a 307 m s.l.m.

## Società

### Evoluzione demografica
Al censimento del 2000, Alleman contava 439 abitanti e 140 famiglie. La densità di popolazione era di 68,59 abitanti per chilometro quadrato. Le unità abitative erano 142, con una media di 22,18 per chilometro quadrato. La composizione razziale contava il 99,32% di bianchi, lo 0,23% di asiatici e lo 0,46% di altre razze. Gli ispanici e i latini erano lo 0,46% della popolazione residente.